# Diplostix
Diplostix är ett släkte av skalbaggar. Diplostix ingår i familjen stumpbaggar.

## Dottertaxa tillDiplostix, i alfabetisk ordning[1]
- Diplostix arriagadai
- Diplostix bickhardti
- Diplostix bousqueti
- Diplostix caterinoi
- Diplostix cavifrons
- Diplostix degallieri
- Diplostix delicatula
- Diplostix demeyeri
- Diplostix dulcis
- Diplostix geae
- Diplostix gomyi
- Diplostix gracilis
- Diplostix kanaari
- Diplostix karenensis
- Diplostix kovariki
- Diplostix lackneri
- Diplostix madagascariensis
- Diplostix martini
- Diplostix mayeti
- Diplostix mazuri
- Diplostix minutissima
- Diplostix newtoni
- Diplostix oharai
- Diplostix paromaloides
- Diplostix penatii
- Diplostix pescheli
- Diplostix ruthae
- Diplostix ruwenzorica
- Diplostix secqi
- Diplostix striatisternum
- Diplostix suavis
- Diplostix taghvianae
- Diplostix tishechkini
- Diplostix togoensis
- Diplostix usambarica
- Diplostix vicaria
- Diplostix volvula
- Diplostix yelamosi